# 안미가
안미가(安美佳, 1972년 3월 25일~)는 대한민국의 모델이다. 재일 한국인 2세인 그녀는 제주도에서 태어나 오사카에서 자랐다.